# A Buddha fizikai jellemzői

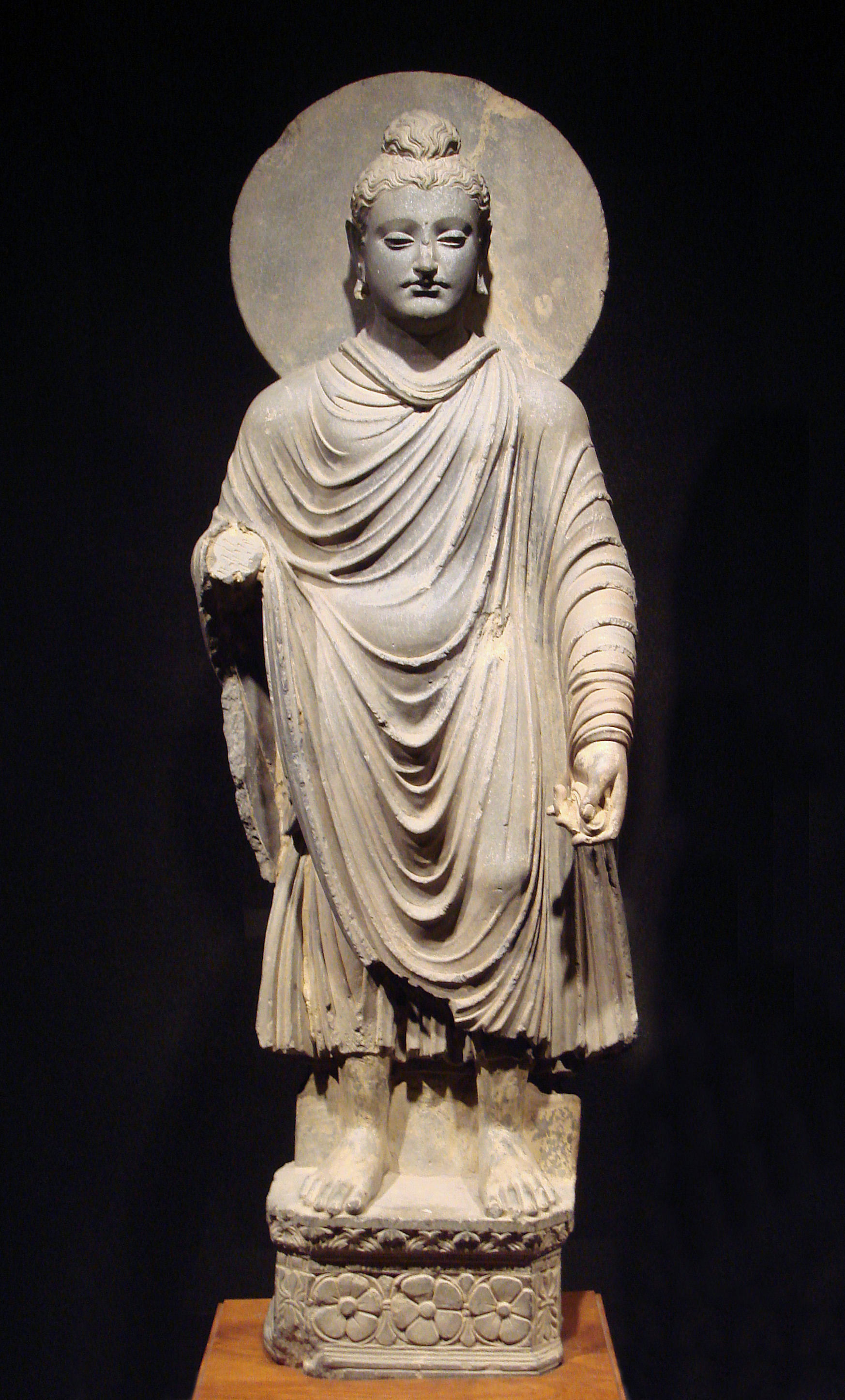
Buddha egyik legelső ábrázolása az 1-2 századból, Gréko-buddhista művészet, Gandhára.

A Buddha fizikai jellemzői Gautama Buddha fizikai testének megjelenésére vonatkoznak. A történelmi Buddháról műalkotás nem született egészen a 2. századig, elsősorban a korabeli szobrászat anikonista szemlélete miatt. A Buddha fizikai testének jellemzése néhány korai írásból ismert. Ezekből az írásokból meríthették modelljüket a korai szobrok és domborművek szerzői is. Főleg a páli kánonban szereplő „Egy nagyszerű ember 32 jellemzője” írás volt nagy hatással a művészekre. Ezt a 32 jellemzőt kiegészíti további 80 másodlagos jellemző is (páli: Anubjandzsana).
A mahájána buddhizmusban, amelybe az ezoterikus buddhizmus is beletartozik, a 32 fő és 80 másodlagos jellemzőről úgy tartják, hogy azok a Buddha szambhogakájához, vagyis tökéletes gyönyörűségtestéhez tartoznak. Ezt megkülönböztetik a Buddha fizikális testétől, amelyet nirmánakája testnek, azaz átalakuló testnek neveznek.

## Története
A buddhizmus legkorábbi időszaka általában véve anikonikus volt, amely azt jelenti, hogy a Buddhát szimbólumokkal ábrázolták, úgy mint lábnyomokkal, üres székkel, lovas nélküli lóval, vagy egy esernyővel. Később Gandhára és Mathura környékén kialakultak a Buddha ikonikus megjelenítési formái.
A Buddhát ábrázoló első szobor és mellszobor a mai Afganisztán Gandhara (ma Kandahár) régiójában készült. Több olyan szobor és mellszobor létezik, amelyeken a Buddha vagy más bódhiszattva bajszot visel.
A páli kánonban többször szerepel egy bekezdés, amely azt írja le, hogy a Buddha hogyan indult el a megvilágosodáshoz vezető úton (a „nemes keresés”-ről szóló arija-parijeszaná-szutta, MN 26.).
Az indiai Buddha-kép kultuszának vizsgálata után Gregory Schopen arra a következtetésre jutott, hogy a mahájána buddhizmus követői a kezdetekben kicsi vagy semmilyen szerepet nem játszottak a Buddha-szobrok és más műtárgyak megjelenésében. A kor mahájána szútrái (például a Maitrejaszimhanáda-szútra) csak kritizálják az ehhez hasonló kultuszokat, vagy egyszerűen meg sem említik azokat. Schopen szerint a mahájána hívek nem mutattak imádatot különböző buddhák felé, sokkal inkább szerettek volna ők is buddhává válni. Alapvetően konzervatívan álltak hozzá a buddhista gyakorlatokhoz.

## Egy nagyszerű ember 32 jellemzője
A Buddhának hagyományosan harminckét jellemző fizikai tulajdonsága van (Skt. mahápurusa laksana). Ez a 32 jellemző jellemző a csakravartin királyokra is.
A Dígha-nikája, a „jellemzők beszéde” (páli: Lakkhana-szutta) (DN 30) felsorolja és elmagyarázza a 32 jellemzőt. A Maddzshima-nikája Brahmáju-szutta (MN 91) szintén tartalmazza a 32 jellemzőt.
A 32 fő jellemző a következő:
1. egyforma hosszú lábak
2. ezerküllőjű kerék nyoma a talpakon
3. hosszú, karcsú ujjak
4. hajlékony kezek és lábak
5. finom úszóhártyás ujjközök
6. magas sarkak
7. ívelt talpbolt
8. antilopszerű combok
9. térdek alá leérő kezek
10. jól visszahúzott férfi szerv
11. egyforma hosszú karok
12. minden hajszál gyökere fekete
13. minden szőrszál elegáns és göndör
14. aranyszínű test
15. háromméteres aura
16. puha, finom bőr
17. kerek talpak, tenyerek, vállak és fejcsúcs
18. húsos hónaljak
19. oroszlán alakú test
20. egyenes testtartás
21. teljes, kerek vállak
22. negyven fog
23. fogak fehérek, épek és zártak
24. négy tiszta, fehér szemfog
25. oroszlánszerű áll
26. minden étel ízét feljavító nyál
27. hosszú, széles nyelv
28. mély és rezgő hang
29. sötétbarna vagy mélykék szemek
30. királyi bika szemhéjak
31. a szemöldökök között fehér fényt kibocsájtó bödör
32. fejtetőn csúcsos kinövés.

## 80 másodlagos jellemző

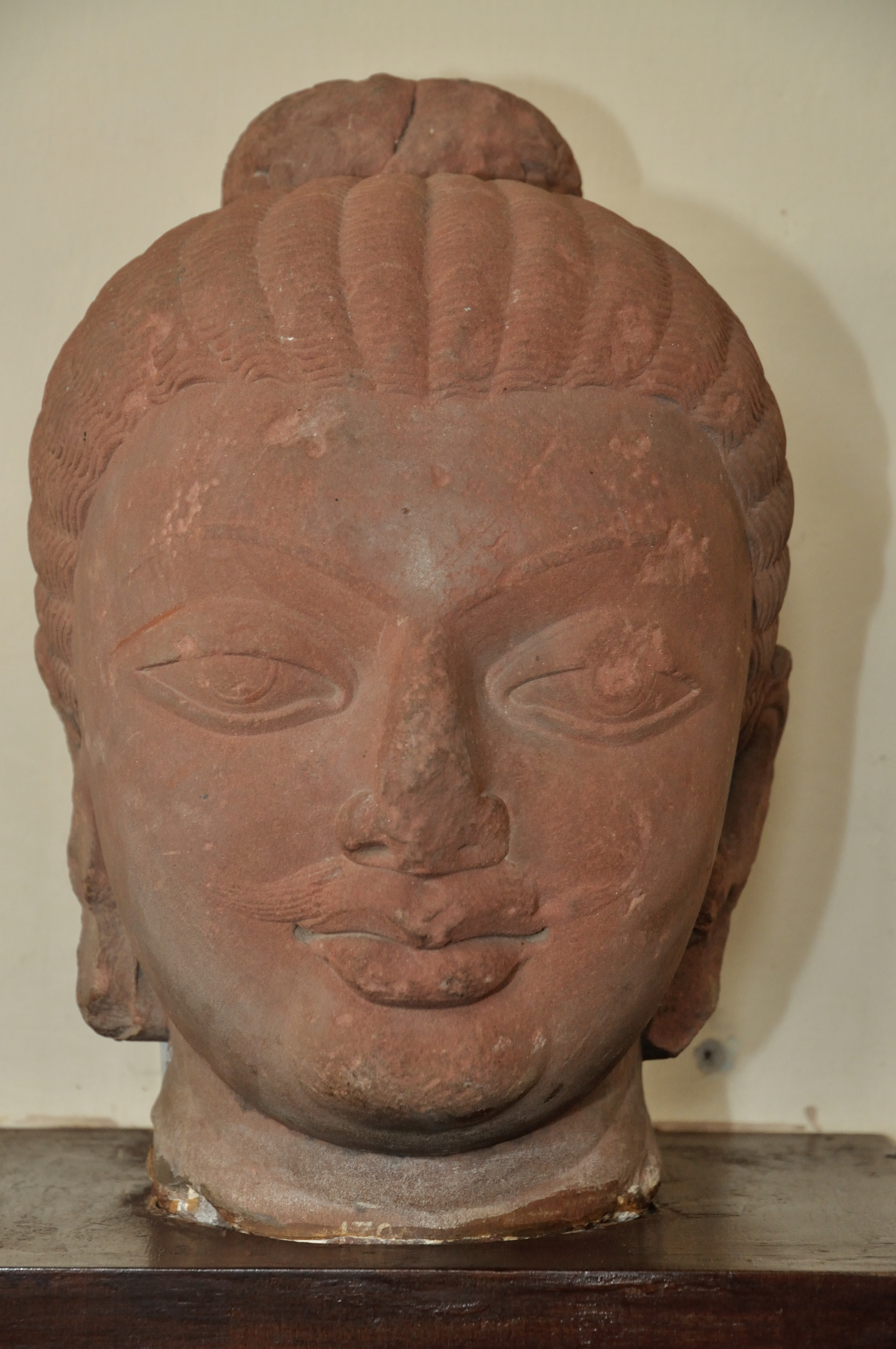
Buddha bajusszal a Gupta korból. Mathura kiormányzati múzeum, India.

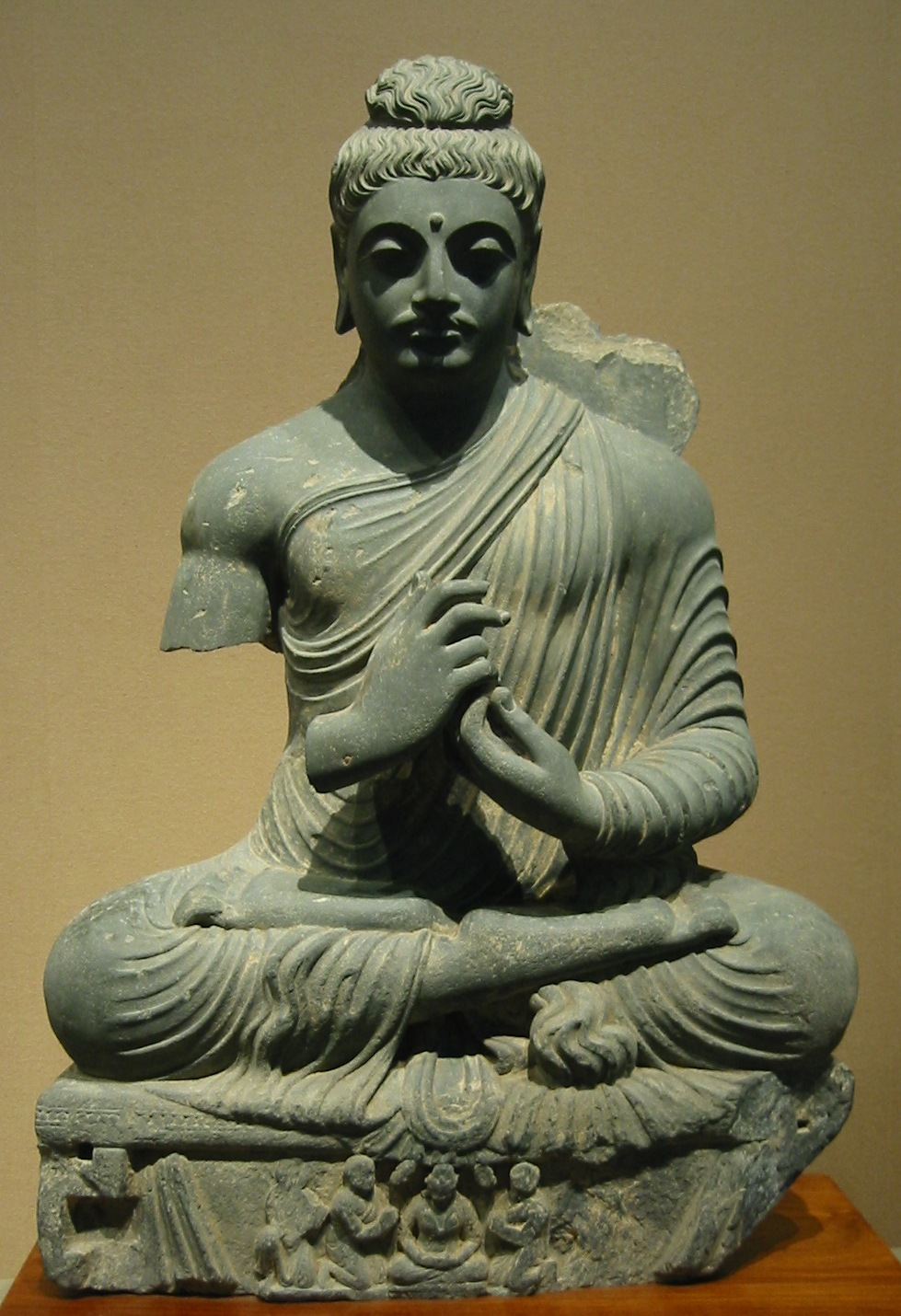
Ülő Buddha, Gandhára, 1-2. század. Tokiói Nemzeti múzeum

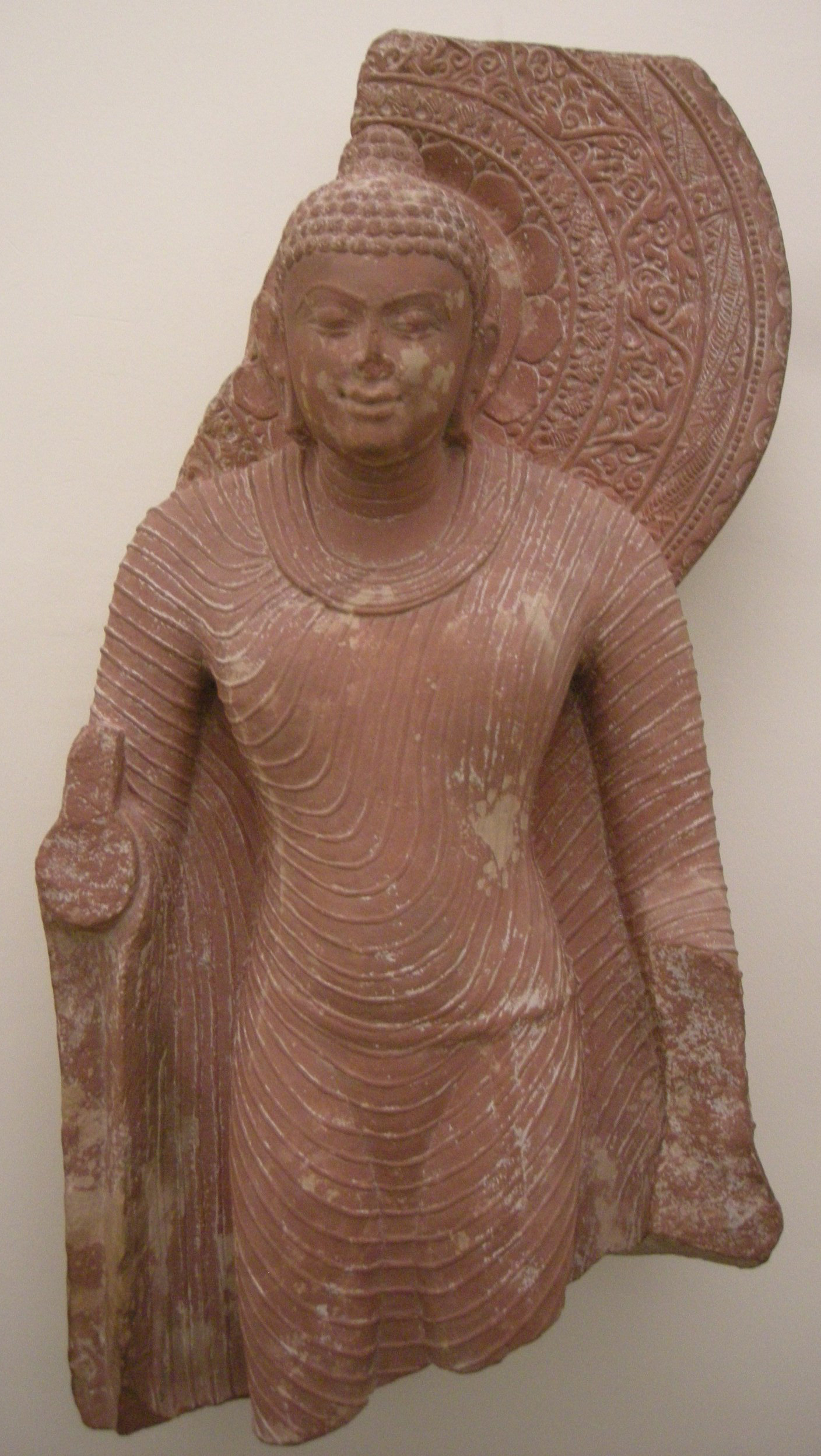
Buddha-szobor Mathura városból, India, 5-6. század.

A 80 apróbb Buddha-jellemzőt a kínai buddhista kánonba tartozó ágamák sorolják fel. Kuang Hszing szerint ezek a 32 fő jellemző részletesebb magyarázatai. A 80 másodlagos jellemzőt átvették a mahájána és théraváda irányzatokhoz tartozó buddhista hagyományok is. A páli irodalomban ezeket az Apadána és a Milindapanha sorolja fel.
A nyolcvan másodlagos jellemző:
1. gyönyörű ujjak
2. arányos ujjak
3. henger alakú ujjak
4. rózsaszín árnyalatú körmök
5. a körmök végei enyhén felfelé ívelnek
6. finom és íves körmök
7. bokák és csuklók süllyedéstől mentesek és kerekek
8. egyenlő hosszúságú lábak
9. elefántszerű, gyönyörű tartás
10. oroszlánszerű, tekintélyes tartás
11. hattyúszerű, gyönyörű tartás
12. ökörszerű, fenséges tartás
13. séta közben a jobb láb vezet
14. térden nincs kipúposodás
15. nagyszerű emberhez méltó viselkedés
16. hibátlan köldök
17. mélyen ívelt has
18. órajárás szerint jelzések a hason
19. banánhoz hasonló ívelt combok
20. elefántagyarhoz hasonló alakú karok
21. a tenyéren levő vonalak enyhén rózsaszínek
22. ideálisan vékony és vastag bőr
23. ránctalan bőr
24. csomómentes test
25. hibátlan felső- és alsótest
26. szennyeződésektől mentes test
27. ezer krór elefánt vagy százezer krór ember ereje
28. hosszú orr
29. arányos orr
30. egyenlő méretű felső és alsó ajkak, enyhe rózsaszín árnyalattal
31. hibátlan fogak
32. hosszú fogak, mint a kifényesített kagylók
33. sima, göcsörtösségmentes fogak
34. hibátlan öt érzékszerv
35. kristályfehér, kerek szemfogak
36. hosszú, gyönyörű arc
37. sugárzó arc
38. mély vonalak a tenyereken
39. hosszú vonalak a tenyereken
40. egyenes vonalak a tenyereken
41. rózsaszín árnyalatú vonalak a tenyereken
42. két méter hosszú fénykoszorút kibocsájtó test
43. kerek és sima arc
44. arányos szemhéjak
45. az öt arcideg hibátlan
46. testszőrvégek nem egyenesek, nem göndörek
47. íves nyelv
48. puha, rózsaszín árnyalatú nyelv
49. hosszú, lótuszszirom alakú fülek
50. kerek, gyönyörű fülcimpák
51. nincsenek kitülekedő inak
52. inak mélyen az izomban vannak
53. koronaszerű homlok
54. arányos homlok
55. kerek és gyönyörű homlok
56. íjszerűen íves szemöldökök
57. finom szemöldökszőr
58. archoz simuló szemöldökszőr
59. hatalmas szempillák
60. szempillák a szem széléig érnek
61. finom bőr a test egészén
62. jószerencse jelei a test egészén
63. folyamatosan sugárzó test
64. lótuszvirághoz hasonló friss test folyamatosan
65. érintésre rendkívül érzékeny test
66. szantálfa illatú test
67. egyenlő hosszúságú szőr a testen mindenhol
68. finom szőr
69. finom illatú lehelet
70. mindig mosolygó gyönyörű száj
71. lótuszvirág illatú szájlehelet
72. sötét árnyék színű haj
73. erős illatú haj
74. fehér lótusz illatú haj
75. göndör haj
76. ősz hajszáltól mentes
77. finom haj
78. kócmentes haj
79. hosszú fürtök (Buddha tekinthető kopasznak is)
80. fejbúb, mint egy királyi virágkoszorú.

## Egyéb ábrázolások
A páli kánonban legalább két helyen Buddha megjelenése értelmezhető úgy is, hogy a feje borotvált.

## Külső hivatkozások
- www.west-meet-east.com – Oktatás – Sziddhártha Gautama Buddha (angolul)